# مصطفى عثمان إسماعيل
مصطفى عثمان إسماعيل وزير الخارجية السوداني السابق ومستشار الرئيس السوداني عمر البشير. حاصل على شهادة البكالوريوس في طب الأسنان من جامعة الخرطوم ومن ثم ماجستير في الكيمياء الحيوية بعدها نال الدكتوراه في نفس المجال من جامعة الخرطوم، مارس مهنته عام1978 في وزارة الصحة بالسودان ثم عمل كمعيد في جامعة الخرطوم ومن بعدها أصبح محاضرا في كلية الطب سنة 1988 م
عين كوزير للخارجية في سنة 1998 حتى 2005 حينما أصبح مستشارا للرئيس السوداني عمر حسن أحمد البشير. مؤيدو إسماعيل يمدحون قيادته للدبلماسية السودانية في فترة كانت علاقات السودان الدولية في أزمة غير مسبوقة تاريخيا ويحمدون له تحسن علاقات السودان الخارجية الذي تزامن مع توليه لوزارة الخارجية. منتقدو إسماعيل يستهجنوا توليه للمناصب الدستورية لفترة زمنية طويلة وكونه ما زال يتمسك بقيادة دبلماسية شمال السودان من قبل توليه لمنصب استشاري رئاسي على حساب أجيال جديدة من الخبرات السودانية وكذلك يحسبون عليه توليه لملفات خارجية وداخلية في الحزب الحاكم وتوليه للوساطة في عدة أزمات دولية كالأزمة اللبنانية السورية والأزمة المصرية الجزائرية .

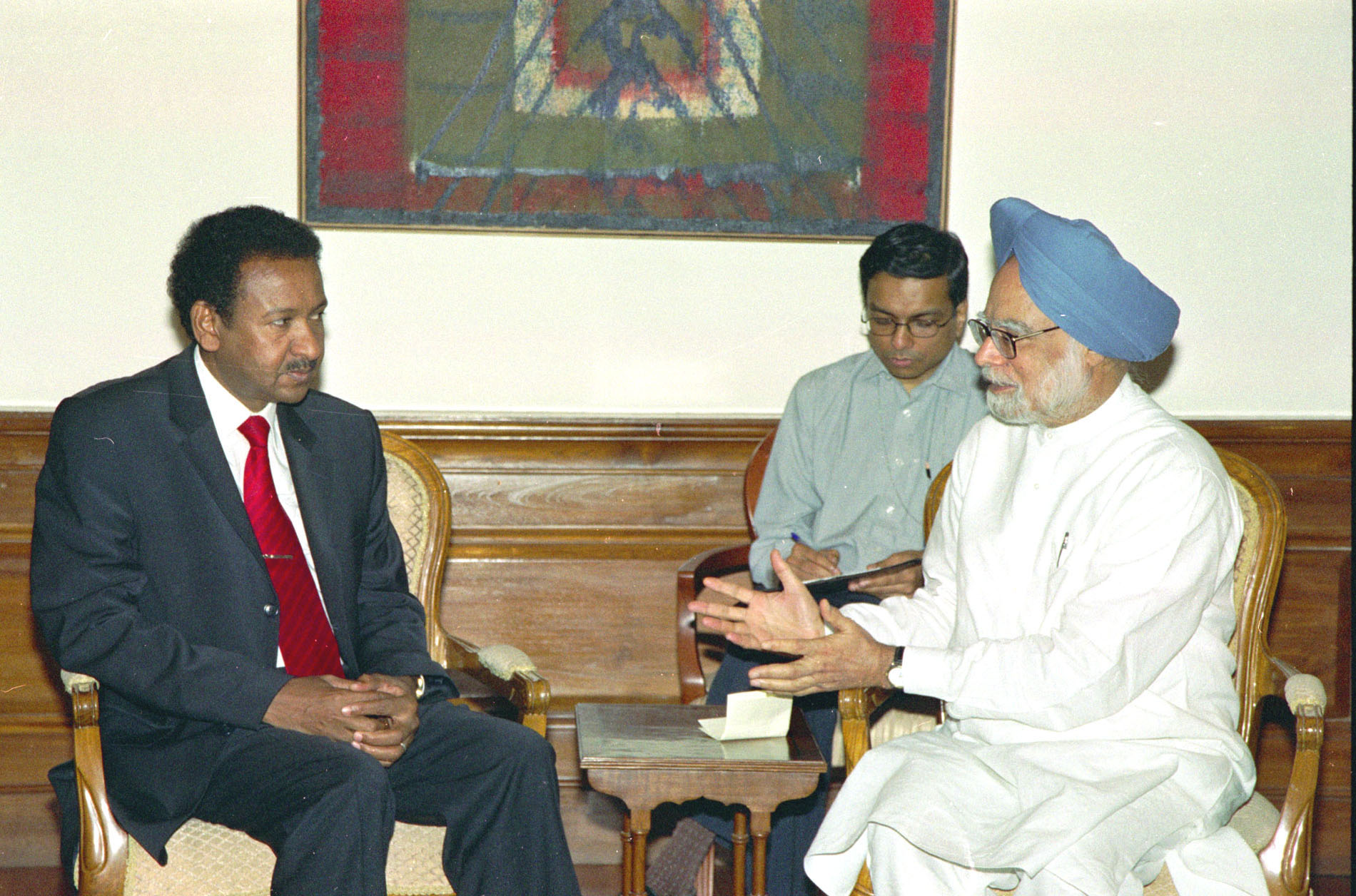
مباحثات سودانية هندية

## معلومات عنه
- مواليد 1955م قرية رومي البكري بالولاية الشمالية.
- تلقي تعليمه الابتدائي والمتوسط والثانوي بالولاية الشمالية.
- تخرج من جامعة الخرطوم 1978م.
- تحصل علي درجة الماجستير من جامعة ليدز بالمملكة المتحدة عام 1985م.
- تحصل علي درجة الدكتوراه من جامعة بريستول بالمملكة المتحدة 1988م.
- تحصل علي درجة الدبلوم في طرق التدريس جامعة الخرطوم عام 1990م.
- عمل بوزارة الصحة خلال الفترة (1978م – 1980م).
- عمل مساعد تدريس بجامعة الخرطوم (1980م – 1982م).
- محاضراً بجامعة الخرطوم (1988م – 1991م).
- أميناً عاماً لمجلس الصداقة الشعبية العالمية (1991م – 1995م).
- وزير دولة بوزارة العلاقات الخارجية (1996م – 1998م).
- وزير الخارجية (1998م – 2005م).
- عضو مجلس إدارة جامعة الرباط.
- عضو مجلس إدارة مركز التنوير المعرفي.
- رئيس المجلس الاستشاري لمجلس الشباب العربي الأفريقي.
- مستشار رئيس الجمهورية 2005م.
- المبعوث الخاص لرئيس القمة العربية (الدورة 18) إلي لبنان.
- المبعوث الخاص لرئيس القمة العربية (الدورة 18) إلي فلسطين.
- المبعوث الخاص لرئيس القمة العربية ( الدورة 18) لتنقية الأجواء العربية.
- المبعوث الخاص للجامعة العربية للعراق.
- رئيس وفد حكومة الوحدة الوطنية في مفاوضات سلام الشرق والذي تم التوصل فيها لإتفاق بين الحكومة وجبهة الشرق في أكتوبر 2006م.
- كاتب صحفى ومحلل سياسى بصحيفة الرأى العام السودانية وصاحب عمود كل سبت وثلاثاء.